# Tomkinson Ranges
Tomkinson Ranges är en bergskedja i Australien. Den ligger i delstaten South Australia, omkring 1 300 kilometer nordväst om delstatshuvudstaden Adelaide.
Omgivningarna runt Tomkinson Ranges är i huvudsak ett öppet busklandskap. Trakten runt Tomkinson Ranges är nära nog obefolkad, med mindre än två invånare per kvadratkilometer. Genomsnittlig årsnederbörd är 306 millimeter. Den regnigaste månaden är februari, med i genomsnitt 56 mm nederbörd, och den torraste är juli, med 4 mm nederbörd.